# Andrzej Meyer (samorządowiec)
Andrzej Bronisław Meyer (ur. 6 sierpnia 1955 w Białymstoku, zm. 23 stycznia 2016 tamże) – polski ekonomista, przedsiębiorca i samorządowiec, w latach 2011–2014 zastępca prezydenta Białegostoku, w latach 2014–2015 wojewoda podlaski.

## Życiorys
Syn Bronisława i Janiny. Ukończył studia ekonomiczne na Uniwersytecie w Białymstoku. Prowadził własną działalność gospodarczą w zakresie zarządzania nieruchomościami, zajmował się także doradztwem podatkowym, wchodził w skład władz Krajowej Izby Doradców Podatkowych.
W 1990 wstąpił do Kongresu Liberalno-Demokratycznego, w tym samym roku został radnym Białegostoku I kadencji. Od 1994 należał do Unii Wolności, zaś w 2005 dołączył do Platformy Obywatelskiej, pełniąc w niej m.in. funkcję sekretarza regionu. W 2011 objął stanowisko wiceprezydenta Białegostoku. 22 grudnia 2014 został powołany na funkcję wojewody podlaskiego. 6 października 2015 złożył dymisję w związku z przedstawieniem mu zarzutu rzekomego niedopełnienia obowiązków z okresu pełnienia funkcji wiceprezydenta Białegostoku. Następnego dnia został odwołany ze stanowiska.
Był żonaty, miał dwoje dzieci. Zmarł na chorobę nowotworową. Został pochowany 27 stycznia 2016 na cmentarzu Farnym w Białymstoku.
W 2015 został odznaczony Odznaką Honorową za Zasługi dla Związku Sybiraków. W 2019 rada miasta w Białymstoku nazwała jego imieniem rondo na skrzyżowaniu ulic Nowowarszawskiej i Ciołkowskiego.